# إكسبو 2015
إكسبو 2015 (بالإيطالية: Expo 2015)‏ هو معرض عالمي عقد في مدينة ميلانو في إيطاليا، بين 1 مايو و31 أكتوبر 2015. كانت ميلانو سابقا قد استضافت إكسبو 1906 حول موضوع النقل.

## تقديم
الموضوع الذي تم اختياره لمعرض اكسبو 2015 في ميلانو هو «تغذية الكوكب، طاقة للحياة». حيث يعرض فيه آخر التكنولوجيات، والثقافة والتقاليد والإبداع في مجال التغذية والغذاء. حيث المحور الرئيسي هو الحق في بيئة صحية وآمنة وكافية لجميع سكان الأرض.مع قلق حول نوعية الغذاء في عالم يتزايد عدد سكانه (يقدر أنه في عام 2050 سيكون سكان الأرض 9 بیلیون) يكون مصحوبا بزيادة في سيناريوهات للمخاطر العالمية كمية الأغذية المتاحة.

## التنظيم
واجه منظمو المعرض صعوبات بيروقراطية وتعثر بسبب إتهامات فساد. أثناء حفل الافتتاح انتشرت قوات الامن الايطالية في الشوارع والاحياء المؤدية لموقع المعرض الدولي، ومحيط الموقع شهد بعض الاشكالات المتعلقة بعدم وضوح طريقة دخول السيارات والبطء الشديد في بيع البطاقات للزوار غير المزودين بها. وبدأت الاحتفالات بإطلاق المعرض الدولي مساء الخميس 31 أبريل 2015 بحفل كبير في الهواء الطلق في ساحة دوومو قبالة الكاتدرائية القوطية الضخمة التي ترمز لمدينة ميلانو، بمشاركة المغني الايطالي اندريا بوتشيلي وعازف البيانو الصيني لانغ لانغ إضافة إلى اوركسترا وجوقة لا سكالا .ويحتوي المعرض في مجمله 80 جناحاً بينها 54 تديرها بلدان مباشرة وتسعة مخصصة لمنتجات مثل البن والأرز فضلا عن اجنحة لشركات أو منظمات من المجتمع المدني.

## إحتجاجات

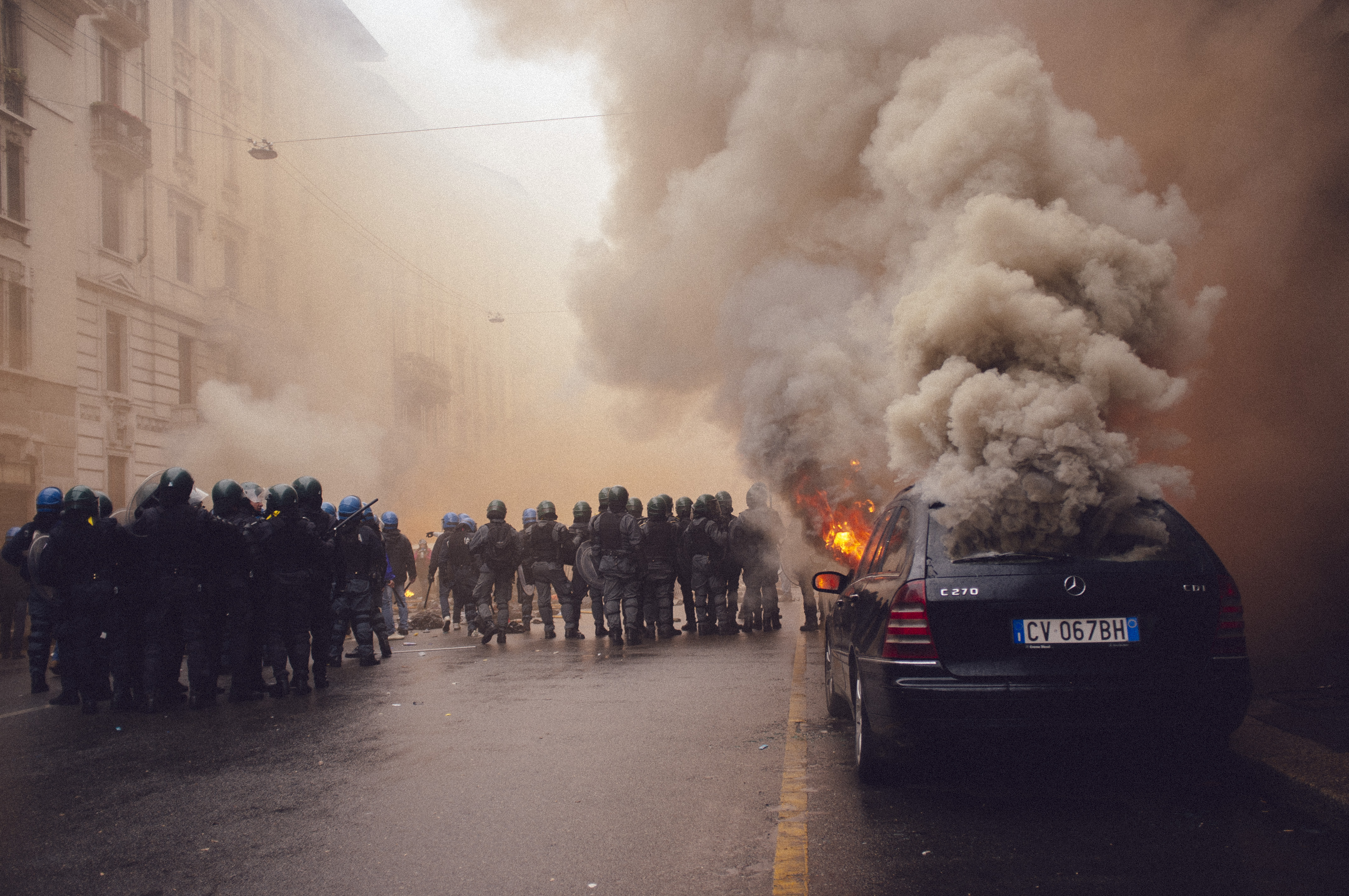
اشتباك ما بين مجموعة "بلاك بلوك" المحتجة والشرطة في اليوم الأول من المعرض

افتتاح المعرض قوبل باحتجاج وغضب على تبذير المال العام واللجوء إلى عمال ومتطوعين من أوساط فقيرة، الاحتجاج تكون من مجموعة متنوعة من أنصار البيئة ومناهضي الرأسمالية والمناهضين للعولمة، أسفر عن استخدام الشرطة للغاز المسيل للدموع.
وأدان البابا فرانسيس المعرض، قائلا إنه «يخضع لثقافة هدر ولا تساهم في نموذج للتنمية عادلة ومستدامة». ومع ذلك، استثمرت الفاتيكان 3 مليون يورو للحصول على جناحها الخاص في هذا الحدث.

## المشاركين

### دول مشاركة
دول أعلنت مشاركتها في إكسبو 2015:
| - أفغانستان - ألبانيا - الجزائر - أنغولا - الأرجنتين - أرمينيا - النمسا - أذربيجان - البحرين - بنغلاديش - بيلاروس - بلجيكا - بنين - بوليفيا - البوسنة والهرسك - البرازيل - بروناي - بلغاريا - بوروندي - كمبوديا - الكاميرون - الرأس الأخضر - جمهورية إفريقيا الوسطى - تشيلي - الصين - كولومبيا - جزر القمر | - جمهورية الكونغو - ساحل العاج - كرواتيا - كوبا - جمهورية التشيك - جمهورية الكونغو الديمقراطية - دومينيكا - جمهورية الدومينيكان - الإكوادور - مصر - السلفادور - غينيا الاستوائية - إرتريا - إستونيا - إثيوبيا - فرنسا - الغابون - غامبيا - جورجيا - ألمانيا - غانا - اليونان - غرينادا - غواتيمالا - غينيا - غينيا بيساو - الفاتيكان - اليمن - زامبيا - زيمبابوي | - هايتي - هندوراس - المجر - الهند - إندونيسيا - العراق - إيران - إسرائيل - إيطاليا - اليابان - الأردن - كازاخستان - كينيا - الكويت - قرغيزستان - لاوس - لبنان - ليبيريا - ليتوانيا - مدغشقر - ماليزيا - جزر المالديف - مالي - مالطا - موريتانيا - المكسيك | - ولايات ميكرونيسيا المتحدة - موناكو - منغوليا - المغرب - موزمبيق - ميانمار - نيبال - هولندا - النيجر - نيجيريا - عُمان - باكستان - بالاو - فلسطين - بنما - باراغواي - بيرو - بولندا - قطر - كوريا الجنوبية - مولدوفا - رومانيا - روسيا - رواندا - سانت لوسيا - سانت فينسنت والغرينادين - سان مارينو - فنزويلا - فانواتو - فيتنام | - ساو تومي وبرينسيب - السعودية - السنغال - صربيا - سيشل - سيراليون - سلوفاكيا - سلوفينيا - فرسان مالطة - إسبانيا - سريلانكا - السودان - سويسرا - سوريا - طاجيكستان - تايلاند - توغو - تونس - تركيا - تركمانستان - أوغندا - أوكرانيا - الإمارات العربية المتحدة - المملكة المتحدة - تنزانيا - الولايات المتحدة - الأوروغواي - أوزبكستان |

### منظمات دولية
- سيرن[9]
- الاتحاد الأوروبي[10]
- الأمم المتحدة [11]

## دول غير مشاركة
| - أستراليا - ميانمار | - كوستاريكا - سنغافورة | - بروناي - كندا | - البرتغال - ليبيا |

## الشعار

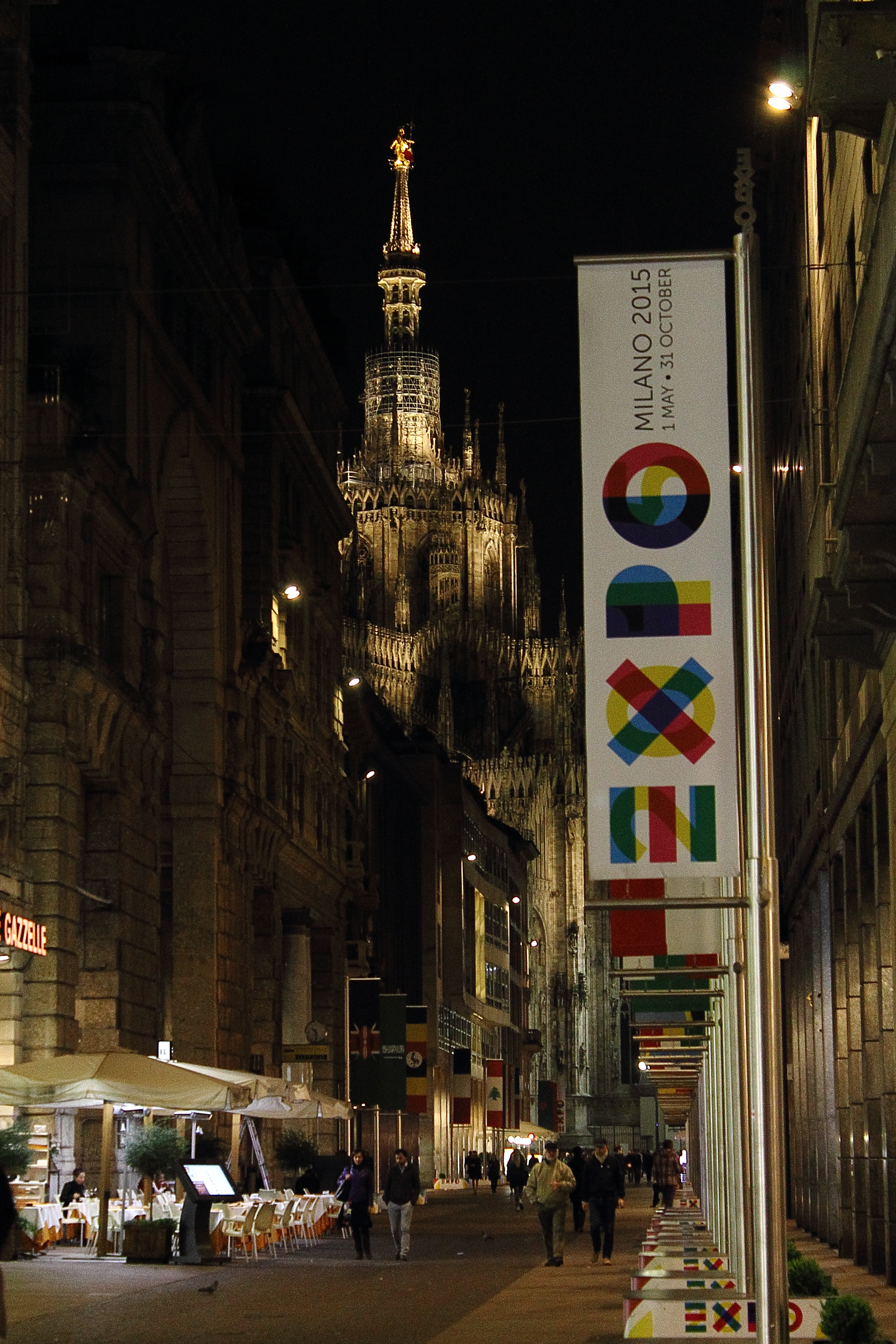
شعار إكسبو 2015 في غاليريا فيتوريو إيمانويل الثاني في ميلان

تقوم فكرة الشعار على مزج الألوان الأولية الثلاثة (الأصفر، الأزرق، الأرجواني) في الشعار لخلق ظلال ملونة على 4 أحرف (EXPO) و4 أرقام (2015) يكون بعضها على بعض لتشكل شعار إكسبو. شعار إكسبو ميلانو 2015 تم اختياره بعد منافسة من قبل العديد من طلاب التصميم والفن، والأزياء. أختير الشعار من بين 710 مُقترح، مصمم الشعار الفائز «أندريا بوبا» بأن الشعار أراده أن يمثل النور والحياة، مع أشكال مختلفة من الطاقة، التي يرمز إليها التقاء وتمازج الألوان.

## الترشح
في 31 مارس 2008 صوت المكتب الدولي للمعارض في باريس وفازت ميلانو على مدينة أزمير في تركيا بأغلبية 21 صوتا، بعد أن أعلنت المدن عن عزمها الترشح في عام 2006.
| المدن المترشحة لإستضافة إكسبو 2015 | المدن المترشحة لإستضافة إكسبو 2015 | المدن المترشحة لإستضافة إكسبو 2015 | المدن المترشحة لإستضافة إكسبو 2015 |
| المدينة                            | الدولة                             | الموضوع                            | الأصوات                            |
| ---------------------------------- | ---------------------------------- | ---------------------------------- | ---------------------------------- |
| ميلانو                             | إيطاليا                            | تغذية الكوكب، طاقة للحياة          | 86                                 |
| إزمير                              | تركيا                              | طرق جديدة لعالمٍ أفضل/ صحة للجميع   | 65                                 |

## اقرأ أيضا
- معرض عالمي
- إكسبو 2010 (دولي)
- إكسبو 2017 (مختص)
- إكسبو 2020 (دولي)

## روابط خارجية
- الموقع الرسمي لإكسبو 2015.